# جيرارد ويليمز
جيرارد ويليمز (بالإنجليزية: Gerard Willems)‏ هو معلم موسيقى وعازف بيانو أسترالي، ولد في 19 أغسطس 1946 في تلبرغ في هولندا.

## وصلات خارجية
- جيرارد ويليمز على موقع ميوزك برينز (الإنجليزية)
- جيرارد ويليمز على موقع أول ميوزيك (الإنجليزية)
- جيرارد ويليمز على موقع ديسكوغز (الإنجليزية)